# 莫尔纳·安德烈
莫尔纳·安德烈（匈牙利語：Molnár Endre，1945年7月23日—），匈牙利男子水球运动员。他曾代表匈牙利参加1968年、1972年、1976年和1980年夏季奥林匹克运动会水球比赛，共获得一枚金牌、一枚银牌和二枚铜牌。